# (1842) Hynek
(1842) Hynek (1972 AA) ist ein Asteroid des Hauptgürtels, der von Luboš Kohoutek am 14. Januar 1972 in Bergedorf entdeckt wurde.